# Franca Faldini
Franca Faldini (Roma, 10 de febrero de 1931-ibidem, 22 de julio de 2016) fue una escritora, periodista y actriz italiana, conocida también por haber sido compañera de Totò durante los últimos quince años de su vida.

## Biografía

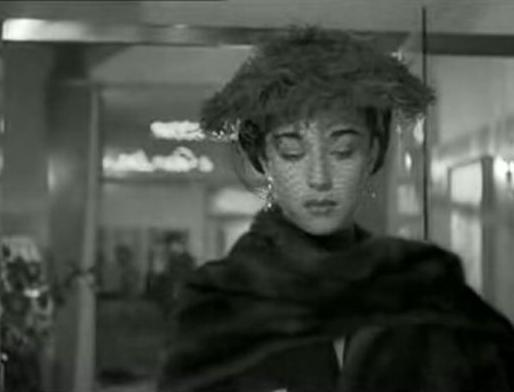
Faldini en Totò e le donne (1952).

Faldini era la única hija de una familia judía de clase media. Su familia abandonó Roma y se mudó a Toscana durante la introducción de leyes raciales fascistas.
Después de la guerra, conoció a Ben Stahl, quien la eligió para representar a Italia en su Momento a Villa d'Este: emozioni dall'album di un pittore americano in viaggio per l'Europa, publicado en Esquire (1997). Faldini viajó a Estados Unidos y ganó el premio Miss Cheesecake a la mejor actriz debutante en Hollywood. Ella desempeñó un pequeño papel en la película ¡Vaya par de marinos!, apareciendo en una escena donde besa a Jerry Lewis.
Al regresar a Italia, donde inicialmente fue anunciada como «La italiana que viene de Hollywood», Faldini llamó la atención del comediante Totò, con quien inició una relación sentimental, compartiendo quince años de vida en común, y apareciendo en varias de sus películas. En 1954 tuvieron un hijo, Massenzio, que murió pocas horas después de su nacimiento.
En 1955, insatisfecha con sus papeles, Faldini se retiró de la actuación, regresando solamente en 1957, cuando reemplazó en el escenario a la actriz principal lesionada Franca Maj en una revista junto a Totò. Faldini finalmente comenzó una carrera como periodista y escritora, coescribiendo con Goffredo Fofi un libro sobre la historia del cine italiano, L'Avventurosa storia del cinema italiano. Tras la muerte de Totò en 1967, Faldini escribió con Fofi el libro Totò: l'uomo e la maschera.
En 1975 se casó con Niccolò Borghese, y vivió en Roma, en el barrio Flaminio, donde falleció el 22 de julio de 2016 a la edad de 85 años.

## Filmografía
| Año  | Título                             | Papel              | Notas         |
| ---- | ---------------------------------- | ------------------ | ------------- |
| 1952 | ¡Vaya par de marinos!              | Pequeño papel      | Sin acreditar |
| 1952 | Totò e le donne                    | La dama de la cita |               |
| 1953 | L'uomo, la bestia e la virtù       | Mariannina         |               |
| 1953 | Un turco napoletano                | Angelica           |               |
| 1953 | Il più comico spettacolo del mondo | Yvonne, la corista |               |
| 1954 | Dov'è la libertà?                  | Maria              |               |
| 1954 | Miseria e nobiltà                  | Nadia              |               |
| 1955 | Totò all'inferno                   | Maria              |               |
| 1955 | Siamo uomini o caporali            |                    |               |